# Мовне зв'язування
Мо́вне зв'я́зування (англ. binding) ― прикладний програмний інтерфейс (API), який надає можливість в певній мові програмування використовувати бібліотеки, написані іншою мовою програмування або написані для іншої операційної системи.

## Характеристика
Поняття мовного зв'язування загалом означає перенесення чогось одного на щось інше. В контексті програмних бібліотек є обгорткою бібліотеки, що з'єднує дві мови програмування таким чином, що дозволяє використовувати в іншій мові. Багато програмних бібліотек написані на мовах системного програмування, як от C чи C++. Щоб мати змогу використовувати їх в інших мовах, зазвичай високого рівня, таких як Java, Python, Lisp, Scheme чи Lua, прив'язування бібліотеки має бути написаним на них самих, можливо для цього доведеться перекомпілювати початковий код. Деякі мови підтримують foreign function interface — наприклад, такі як Python або OCaml мають ctype, а Embeddable Common Lisp має cffi та uffi.